# Rhopophilus albosuperciliaris
Rhopophilus albosuperciliaris (лат.) — вид воробьиных птиц. Подвидов не выделяют.

## Таксономия
Ранее вид считался подвидом Rhopophilus pekinensis и был известен как Rhopophilus pekinensis albosuperciliaris.
По поводу того, к какому семейству следует относить данный вид, существуют разногласия.

## Распространение
Эндемики Китая. Предпочитают районы зрелых тамарисков (Tamarix) и густых кустарников, особенно в местах, где тростник (Phragmites) смешан с такими ксерофитами, как китайский финик (Ziziphus jujuba).

## Описание
Длина тела 16-17 см. Характерен длинный хвост, оперение очень бледно-серовато-охристого цвета с тяжелыми темными полосами.
У самца макушка и верхняя часть тела серовато-кремово-желтого цвета с заметными широкими темно-коричневыми или коричневыми полосами, последняя из которых наиболее длинная и яркая и расположена на спине. Верхняя часть крыла темно-серо-коричневая с бледно-коричневой каймой, хвост песочно-серый в центре. «Бровь» над глазом бледно-охристо-белая, по бокам головы цвет окраски серовато-охристый, подбородок и горло белые, низ тела в основном кремово-белый или с бледно-абрикосовыми прожилками на грудке и шире на боках, переходя в бледно-охристый цвет на нижней части боков и подхвостье.
Цвет радужных оболочек темно-коричневый. Клюв светло-серо-коричневый, ноги бледно-коричневато-охристые.
Самка очень похожа на самца, но хвост немного короче, полосы на нижней стороне тела более тусклые.

## Биология
Живут в основном в пустынной местности. Питаются, вероятно, беспозвоночными.